# Remeteszőlős
Remeteszőlős è un comune dell'Ungheria di 353 abitanti (dati 2001) situato nella contea di Pest, nell'Ungheria settentrionale.